# ألدو فلورينتين
ألدو فلورينتين (بالإسبانية: Aldo Florentín)‏ هو لاعب كرة قدم باراغواياني في مركز الوسط، ولد في 10 نوفمبر 1957 في باراغواي. شارك مع منتخب باراغواي لكرة القدم. أما مع النوادي، فقد لعب مع سيرو بورتينيو.

## وصلات خارجية
- ألدو فلورينتين على موقع الاتحاد الدولي (مؤرشف)  (الإنجليزية)
- ألدو فلورينتين على موقع ناشيونال فوتبول تيمز (الإنجليزية)